# Big Girl (You Are Beautiful)
Big Girl (You Are Beautiful) är den fjärde singeln från Mikas debutalbum Cartoon Motion. Den släpptes 16 juli 2007 och tog sig till plats 9 på UK Singles Chart.
Den inspirerades av och skrevs för klubben Butterfly Lounge, en klubb för överviktiga personer.

## Placeringar
| Lista (2007/2008)                   | Placering | Ref    |
| ----------------------------------- | --------- | ------ |
| Australian ARIA Singles Chart       | 23        | [ 1 ]  |
| Estonia Singles Chart[källa behövs] | 5         |        |
| Billboard Canadian Hot 100          | 86        | [ 2 ]  |
| Belgian Singles Chart (Flandern)    | 5         | [ 3 ]  |
| Belgian Singles Chart (Vallonien)   | 10        | [ 4 ]  |
| Dutch Top 40                        | 4         | [ 5 ]  |
| Finland Singles Top 20              | 5         | [ 6 ]  |
| Irish Singles Chart                 | 9         | [ 7 ]  |
| Italian Singles Chart[källa behövs] | 47        |        |
| German Singles Chart                | 19        | [ 8 ]  |
| Norwegian Singles Top 20            | 18        | [ 9 ]  |
| Austrian Singles Chart              | 8         | [ 10 ] |
| Swiss Singles Chart                 | 29        | [ 11 ] |
| Sverigetopplistan                   | 26        | [ 12 ] |
| UK Singles Chart                    | 9         | [ 13 ] |

### Årsplaceringar
| År   | Lista                | Placering | Ref    |
| ---- | -------------------- | --------- | ------ |
| 2007 | German Singles Chart | #89       | [ 14 ] |